# فرودگاه سینت پاول داون‌تاون
فرودگاه سینت پاول داون‌تاون (به انگلیسی: St. Paul Downtown Airport) (به زبان بومی: Holman Field) یک فرودگاه همگانی بهره‌برداری هوایی با کد یاتا STP است که یک باند فرود آسفالت دارد و طول باند آن ۱۹۷۸ متر است. این فرودگاه در شهر سینت پل، مینه‌سوتا کشور ایالات متحده آمریکا قرار دارد و در ارتفاع ۲۱۵ متری از سطح دریا واقع شده‌است.

## نگارخانه

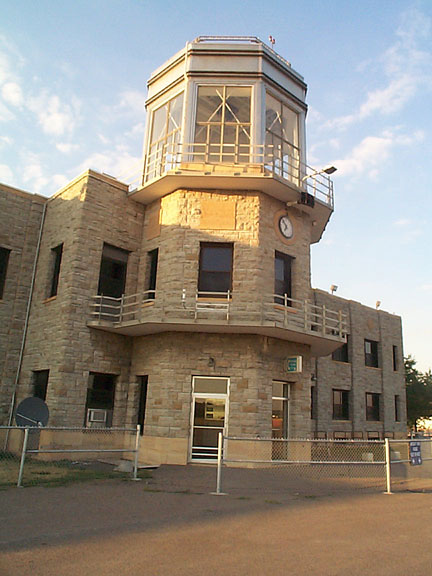
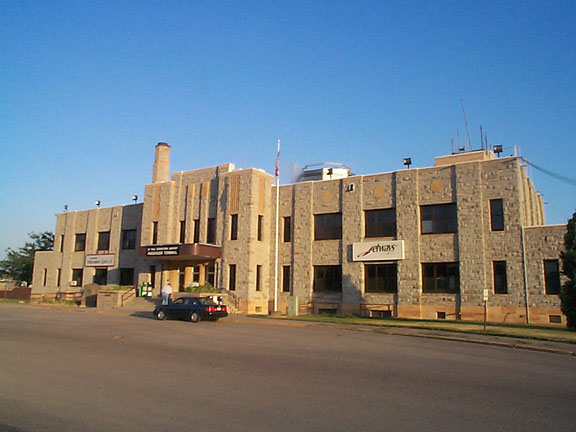
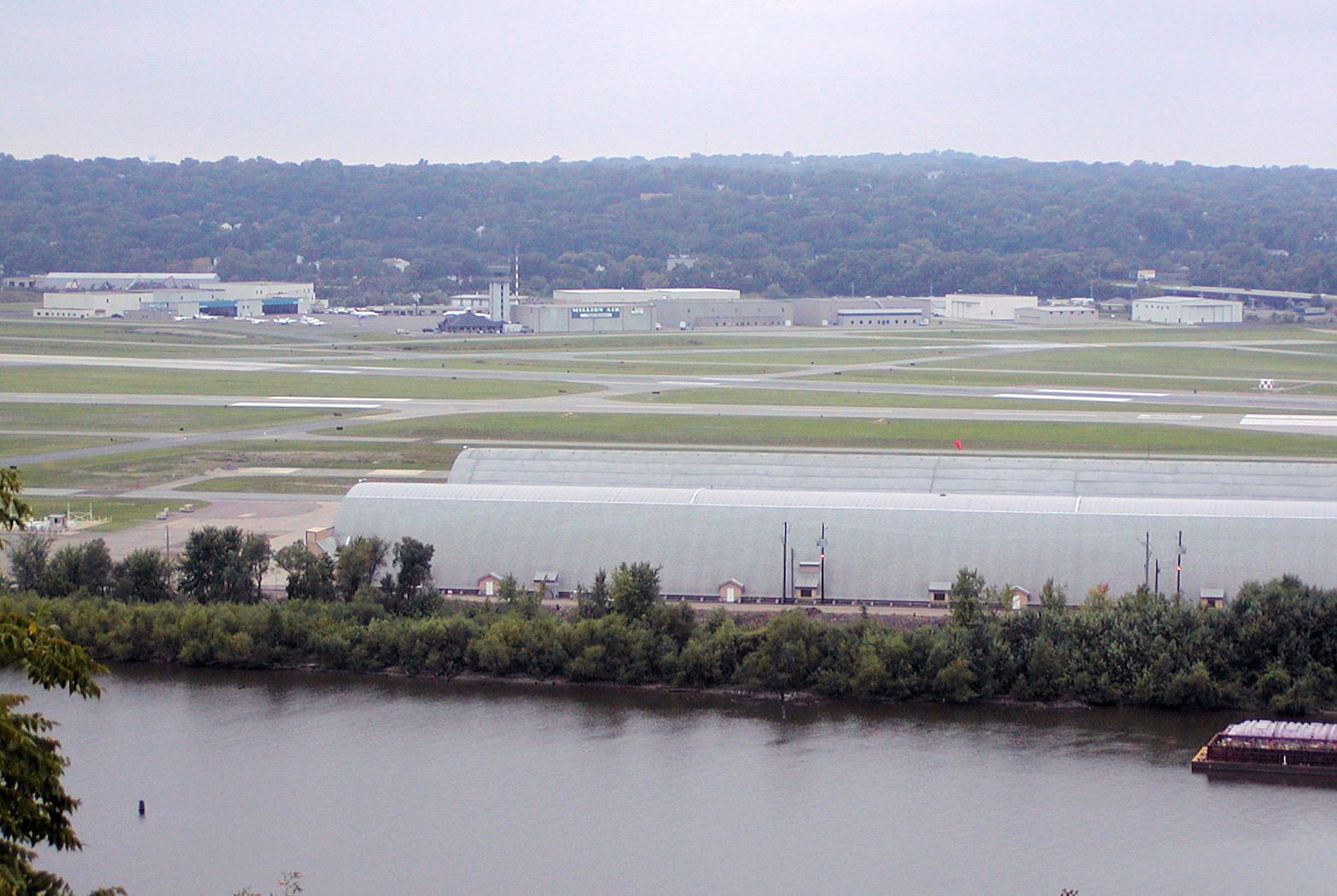